# Monika Fedusio
Monika Fedusio, född 6 november 1999 i Giżycko, Polen, är en volleybollspelare.
Under säsongen 2015/2016 började hon spela med Trefl Sopot och i mars 2016 vann hon ungdomsligan med laget. I september 2016 började hon spela med Trefl Sopots förstalag. I första ligan gjorde hon sin debut 6 november 2016. Från juli 2017 spelade hon i KS Pałac Bydgoszcz. I juni 2020 gick hon över till Budowlani Łódź. Med dem vann hon den polska supercupen 2020 och gick till final i polska cupen 2021.
Hon spelade i de polska ungdomslandslagen. Med dem deltog hon 2015 vid European Youth Olympic Festival (där Polen slogs ut i gruppspelet) och vid U18-VM (där Polen kom åtta). Hon debuterade i det polska seniorlandslaget den 10 januari 2020 i kvalet till OS 2021. 2021 spelade hon i Volleyball Nations League, där Polen kom elva, och i EM 2021, där Polen blev femma. Fedusio har även varit en del av Polens lag vid VM 2022.